# Mirel Rădoi
Mirel Matei Rădoi, mais conhecido como Mirel Rădoi (Turnu Severin, 22 de Março de 1981), é um treinador e ex-futebolista romeno que atuava como zagueiro e lateral pela Seleção Romena, foi convocado para a Euro 2008.ref>National-Football-Teams. «Mirel Rădoi». Consultado em 15 de julho de 2015</ref>

## Títulos
Steaua Bucureşti
- Campeonato Romeno: 2000–01, 2004–05, 2005–06
- Supercopa da Romênia: 2001, 2006

Al-Hilal
- Campeonato Saudita: 2009–10, 2010–11
- Copa da Arábia): 2008–09, 2009–10, 2010–11

Al Ain
- Campeonato Emiratense): 2011–12, 2012–13
- Supercopa dos Emirados Árabes: 2012
- UAE President Cup: 2013–14